# Ádám Nagy
Ádám Nagy (Budapest, 17 giugno 1995) è un calciatore ungherese, centrocampista dello Spezia e della nazionale ungherese.

## Caratteristiche tecniche
Mediano vecchio stampo, abile nella fase di spinta e nel recupero e nel possesso di palla, può adattarsi anche al ruolo di centrale e di mezzala. La sua intelligenza tattica gli consente di essere abile nel gioco corto e nella visione a tutto campo. Sa giocare sia in un centrocampo a 2 che a 3.

## Carriera

### Club

#### Giovanili e primi anni
Nagy è nato a Budapest, Ungheria. Dopo aver iniziato la sua carriera nel Goldball '94 FC, nel 2005 è passato al Vasas restando fino al 2007, nel 2008 ha fatto parte dell'Aramis SE, cambiando nuovamente società nel 2009 quando è stato tesserato dal Kelen SC, l'annata seguente ha giocato per il Tabani Spartacus e quella dopo ancora per il Szent István SE fin qui tutte società dei vari distretti e della regione della natia Budapest. Nel 2012 si trasferisce in Spagna giocando con il VSI Rio Maior, nell'annata successiva rientra in Ungheria entrando nel settore giovanile del Ferencváros.

#### Ferencváros
Il 13 agosto 2013, Nagy ha firmato con il Ferencváros. Ha fatto il suo debutto professionale nella stagione 2013-14, con la seconda squadra in terza divisione. Ha fatto la sua prima apparizione il 24 agosto 2013, nella sconfitta 0-2 in casa contro il Felsőtárkány. Il 30 agosto 2015 ha segnato il suo primo gol nella vittoria per 7-0 a Ebes.
Il 12 maggio 2015, Nagy ha fatto il suo debutto ufficiale con il Ferencváros, giocando in una vittoria per 3-0 in casa contro l'Honvéd nella Coppa di Lega. 
Quattro giorni dopo ha giocato la sua prima partita nella Nemzeti Bajnokság contro il Paksi FC. La partita si è conclusa con una vittoria per 1-0 per la squadra di Budapest. Nagy è entrato in campo al 46 'in sostituzione di Ugrai. Il 20 maggio 2015 ha vinto la Magyar Kupa e il successivo 2 aprile si è laureato campione d'Ungheria con il Ferencváros per la stagione 2015-16.

#### Bologna
Il 14 luglio 2016 il Bologna si è assicurato le prestazioni del giocatore, acquistandolo a titolo definitivo. Il costo dell'operazione, come riportato dai siti ufficiali delle due società, è sulla base di 1,5 milioni di euro, cifra che potrà salire fino a 1,8 milioni bonus inclusi. Al giocatore un quinquennale da 500.000 euro a stagione.
Il 12 agosto 2016 ha esordito con la maglia del Bologna nella partita di Coppa Italia Bologna-Trapani (2-0), mentre il 21 agosto seguente ha fatto il suo esordio in Serie A nella gara Bologna-Crotone (1-0). Nonostante la stagione successiva giochi poco, trova il suo primo gol con la maglia rossoblu (oltre che in Serie A) il 15 aprile 2018 nella vittoria 2-0 contro il Verona.
Ha militato per tre anni a Bologna, in cui ha avuto un buon inizio, salvo poi calare a causa anche d'infortuni e della concorrenza nel suo ruolo.

#### Bristol City
L'8 agosto passa a titolo definitivo al Bristol City per una cifra attorno ai 2,5 milioni di €.

#### Pisa e Spezia
Il 23 agosto 2021 raggiunge un accordo per trasferirsi al Pisa. Quattro giorni dopo l'accordo viene finalizzato e lui diviene definitivamente un calciatore del club toscano, con cui sigla un contratto quadriennale.
Il 31 gennaio 2024 viene ceduto in prestito fino al termine della stagione allo Spezia.
A fine stagione viene riscattato dai liguri.

### Nazionale
Dopo aver fatto parte dell'Under-20 e dell'Under-21, Il 7 settembre 2015 ha debuttato con la Nazionale ungherese entrando al 22º nella partita contro l'Irlanda del Nord valida per le qualificazioni all'Europeo 2016.
È stato convocato per gli Europei 2016 in Francia. Ha giocato da titolare tre delle quattro partite disputate dall'Ungheria, compresa la sconfitta per 0-4 agli ottavi per mano del Belgio.
Segna il suo primo gol il 18 novembre 2018 mettendo a segno il definitivo 2-0 nella vittoria contro la Finlandia.
Il 7 settembre 2024, in occasione della sconfitta per 5-0 in Nations League contro la Germania, raggiunge quota 85 presenze in nazionale agganciando al nono posto per partite disputate Ferenc Puskás. L'11 ottobre supera Puskás scendendo in campo nel finale della sfida di Nations League pareggiata 1-1 in casa coi Paesi Bassi.

## Statistiche

### Presenze e reti nei club
Statistiche aggiornate al 30 maggio 2025.
| Stagione            | Squadra             | Campionato          | Campionato | Campionato | Coppe nazionali | Coppe nazionali | Coppe nazionali | Coppe continentali | Coppe continentali | Coppe continentali | Altre coppe | Altre coppe | Altre coppe | Totale | Totale |
| Stagione            | Squadra             | Comp                | Pres       | Reti       | Comp            | Pres            | Reti            | Comp               | Pres               | Reti               | Comp        | Pres        | Reti        | Pres   | Reti   |
| ------------------- | ------------------- | ------------------- | ---------- | ---------- | --------------- | --------------- | --------------- | ------------------ | ------------------ | ------------------ | ----------- | ----------- | ----------- | ------ | ------ |
| 2013-2014           | Ferencváros II      | NBII                | 26         | 1          | -               | -               | -               | -                  | -                  | -                  | -           | -           | -           | 26     | 1      |
| 2014-2015           | Ferencváros         | NBI                 | 1          | 0          | MK+MLK          | 1+5             | 0               | UEL                | 0                  | 0                  | -           | -           | -           | 7      | 0      |
| 2015-2016           | Ferencváros         | NBI                 | 25         | 0          | MK              | 4               | 0               | UEL                | 0                  | 0                  | MS          | 1           | 0           | 30     | 0      |
| Totale Ferencváros  | Totale Ferencváros  | Totale Ferencváros  | 26         | 0          |                 | 10              | 0               |                    | 0                  | 0                  |             | 1           | 0           | 37     | 0      |
| 2016-2017           | Bologna             | A                   | 25         | 0          | CI              | 3               | 0               | -                  | -                  | -                  | -           | -           | -           | 28     | 0      |
| 2017-2018           | Bologna             | A                   | 12         | 1          | CI              | 1               | 0               | -                  | -                  | -                  | -           | -           | -           | 13     | 1      |
| 2018-2019           | Bologna             | A                   | 14         | 0          | CI              | 2               | 0               | -                  | -                  | -                  | -           | -           | -           | 16     | 0      |
| Totale Bologna      | Totale Bologna      | Totale Bologna      | 51         | 1          |                 | 6               | 0               |                    | -                  | -                  |             | -           | -           | 57     | 1      |
| 2019-2020           | Bristol City        | FLC                 | 23         | 1          | FACup+CdL       | 1+2             | 0               | -                  | -                  | -                  | -           | -           | -           | 26     | 1      |
| 2020-2021           | Bristol City        | FLC                 | 31         | 2          | FACup+CdL       | 2+2             | 0               | -                  | -                  | -                  | -           | -           | -           | 35     | 2      |
| ago. 2021           | Bristol City        | FLC                 | 0          | 0          | FACup+CdL       | 0+1             | 0               | -                  | -                  | -                  | -           | -           | -           | 1      | 0      |
| Totale Bristol City | Totale Bristol City | Totale Bristol City | 54         | 3          |                 | 8               | 0               |                    | -                  | -                  |             | -           | -           | 62     | 3      |
| ago. 2021-2022      | Pisa                | B                   | 34+4       | 0          | CI              | -               | -               | -                  | -                  | -                  | -           | -           | -           | 38     | 0      |
| 2022-2023           | Pisa                | B                   | 34         | 0          | CI              | 1               | 0               | -                  | -                  | -                  | -           | -           | -           | 35     | 0      |
| 2023-gen. 2024      | Pisa                | B                   | 11         | 0          | CI              | 1               | 0               | -                  | -                  | -                  | -           | -           | -           | 12     | 0      |
| Totale Pisa         | Totale Pisa         | Totale Pisa         | 79+4       | 0          |                 | 2               | 0               |                    | -                  | -                  |             | -           | -           | 85     | 0      |
| gen.-giu. 2024      | Spezia              | B                   | 16         | 0          | CI              | -               | -               | -                  | -                  | -                  | -           | -           | -           | 16     | 0      |
| 2024-2025           | Spezia              | B                   | 30         | 0          | CI              | 1               | 0               | -                  | -                  | -                  | -           | -           | -           | 31     | 0      |
| Totale carriera     | Totale carriera     | Totale carriera     | 46         | 0          |                 | 1               | 0               |                    | -                  | -                  |             | -           | -           | 47     | 0      |
| Totale carriera     | Totale carriera     | Totale carriera     | 286        | 5          |                 | 27              | 0               |                    | 0                  | 0                  |             | 1           | 0           | 314    | 5      |

### Cronologia presenze e reti in Nazionale
| Cronologia completa delle presenze e delle reti in nazionale ― Ungheria | Cronologia completa delle presenze e delle reti in nazionale ― Ungheria | Cronologia completa delle presenze e delle reti in nazionale ― Ungheria | Cronologia completa delle presenze e delle reti in nazionale ― Ungheria | Cronologia completa delle presenze e delle reti in nazionale ― Ungheria | Cronologia completa delle presenze e delle reti in nazionale ― Ungheria | Cronologia completa delle presenze e delle reti in nazionale ― Ungheria | Cronologia completa delle presenze e delle reti in nazionale ― Ungheria |
| Data                                                                    | Città                                                                   | In casa                                                                 | Risultato                                                               | Ospiti                                                                  | Competizione                                                            | Reti                                                                    | Note                                                                    |
| ----------------------------------------------------------------------- | ----------------------------------------------------------------------- | ----------------------------------------------------------------------- | ----------------------------------------------------------------------- | ----------------------------------------------------------------------- | ----------------------------------------------------------------------- | ----------------------------------------------------------------------- | ----------------------------------------------------------------------- |
| 7-9-2015                                                                | Belfast                                                                 | Irlanda del Nord                                                        | 1 – 1                                                                   | Ungheria                                                                | Qual. Euro 2016                                                         | -                                                                       | 23’                                                                     |
| 8-10-2015                                                               | Budapest                                                                | Ungheria                                                                | 2 – 1                                                                   | Fær Øer                                                                 | Qual. Euro 2016                                                         | -                                                                       |                                                                         |
| 11-10-2015                                                              | Atene                                                                   | Grecia                                                                  | 4 – 3                                                                   | Ungheria                                                                | Qual. Euro 2016                                                         | -                                                                       | 71’                                                                     |
| 12-11-2015                                                              | Oslo                                                                    | Norvegia                                                                | 0 – 1                                                                   | Ungheria                                                                | Qual. Euro 2016                                                         | -                                                                       | 72’                                                                     |
| 15-11-2015                                                              | Budapest                                                                | Ungheria                                                                | 2 – 1                                                                   | Norvegia                                                                | Qual. Euro 2016                                                         | -                                                                       | 72’                                                                     |
| 26-3-2016                                                               | Budapest                                                                | Ungheria                                                                | 1 – 1                                                                   | Croazia                                                                 | Amichevole                                                              | -                                                                       | 46’                                                                     |
| 20-5-2016                                                               | Budapest                                                                | Ungheria                                                                | 0 – 0                                                                   | Costa d'Avorio                                                          | Amichevole                                                              | -                                                                       | 70’                                                                     |
| 4-6-2016                                                                | Gelsenkirchen                                                           | Germania                                                                | 2 – 0                                                                   | Ungheria                                                                | Amichevole                                                              | -                                                                       |                                                                         |
| 14-6-2016                                                               | Bordeaux                                                                | Austria                                                                 | 0 – 2                                                                   | Ungheria                                                                | Euro 2016 - 1º turno                                                    | -                                                                       |                                                                         |
| 18-6-2016                                                               | Marsiglia                                                               | Islanda                                                                 | 1 – 1                                                                   | Ungheria                                                                | Euro 2016 - 1º turno                                                    | -                                                                       | 90+1’                                                                   |
| 26-6-2016                                                               | Tolosa                                                                  | Ungheria                                                                | 0 – 4                                                                   | Belgio                                                                  | Euro 2016 - Ottavi di finale                                            | -                                                                       |                                                                         |
| 6-9-2016                                                                | Tórshavn                                                                | Fær Øer                                                                 | 0 – 0                                                                   | Ungheria                                                                | Qual. Mondiali 2018                                                     | -                                                                       |                                                                         |
| 7-10-2016                                                               | Budapest                                                                | Ungheria                                                                | 2 – 3                                                                   | Svizzera                                                                | Qual. Mondiali 2018                                                     | -                                                                       |                                                                         |
| 10-10-2016                                                              | Riga                                                                    | Lettonia                                                                | 0 – 2                                                                   | Ungheria                                                                | Qual. Mondiali 2018                                                     | -                                                                       |                                                                         |
| 13-11-2016                                                              | Budapest                                                                | Ungheria                                                                | 4 – 0                                                                   | Andorra                                                                 | Qual. Mondiali 2018                                                     | -                                                                       |                                                                         |
| 25-3-2017                                                               | Lisbona                                                                 | Portogallo                                                              | 3 – 0                                                                   | Ungheria                                                                | Qual. Mondiali 2018                                                     | -                                                                       |                                                                         |
| 5-6-2017                                                                | Budapest                                                                | Ungheria                                                                | 0 – 3                                                                   | Russia                                                                  | Amichevole                                                              | -                                                                       |                                                                         |
| 9-6-2017                                                                | Andorra La Vella                                                        | Andorra                                                                 | 1 – 0                                                                   | Ungheria                                                                | Qual. Mondiali 2018                                                     | -                                                                       |                                                                         |
| 31-8-2017                                                               | Budapest                                                                | Ungheria                                                                | 3 – 1                                                                   | Lettonia                                                                | Qual. Mondiali 2018                                                     | -                                                                       | 58’                                                                     |
| 7-10-2017                                                               | Basilea                                                                 | Svizzera                                                                | 5 – 2                                                                   | Ungheria                                                                | Qual. Mondiali 2018                                                     | -                                                                       |                                                                         |
| 10-10-2017                                                              | Budapest                                                                | Ungheria                                                                | 1 – 0                                                                   | Fær Øer                                                                 | Qual. Mondiali 2018                                                     | -                                                                       | 90+2’                                                                   |
| 9-11-2017                                                               | Lussemburgo                                                             | Lussemburgo                                                             | 2 – 1                                                                   | Ungheria                                                                | Amichevole                                                              | -                                                                       | 83’                                                                     |
| 14-11-2017                                                              | Budapest                                                                | Ungheria                                                                | 1 – 0                                                                   | Costa Rica                                                              | Amichevole                                                              | -                                                                       | 13’                                                                     |
| 6-6-2018                                                                | Brėst                                                                   | Bielorussia                                                             | 1 – 1                                                                   | Ungheria                                                                | Amichevole                                                              | -                                                                       | 46’                                                                     |
| 11-9-2018                                                               | Budapest                                                                | Ungheria                                                                | 2 – 1                                                                   | Grecia                                                                  | UEFA Nations League 2018-2019 - 1º turno                                | -                                                                       |                                                                         |
| 12-10-2018                                                              | Atene                                                                   | Grecia                                                                  | 1 – 0                                                                   | Ungheria                                                                | UEFA Nations League 2018-2019 - 1º turno                                | -                                                                       |                                                                         |
| 15-10-2018                                                              | Tallinn                                                                 | Estonia                                                                 | 3 – 3                                                                   | Ungheria                                                                | UEFA Nations League 2018-2019 - 1º turno                                | -                                                                       |                                                                         |
| 15-11-2018                                                              | Budapest                                                                | Ungheria                                                                | 2 – 0                                                                   | Estonia                                                                 | UEFA Nations League 2018-2019 - 1º turno                                | -                                                                       |                                                                         |
| 18-11-2018                                                              | Budapest                                                                | Ungheria                                                                | 2 – 0                                                                   | Finlandia                                                               | UEFA Nations League 2018-2019 - 1º turno                                | 1                                                                       |                                                                         |
| 21-3-2019                                                               | Trnava                                                                  | Slovacchia                                                              | 2 – 0                                                                   | Ungheria                                                                | Qual. Euro 2020                                                         | -                                                                       | 88’                                                                     |
| 24-3-2019                                                               | Budapest                                                                | Ungheria                                                                | 2 – 1                                                                   | Croazia                                                                 | Qual. Euro 2020                                                         | -                                                                       |                                                                         |
| 8-6-2019                                                                | Baku                                                                    | Azerbaigian                                                             | 1 – 3                                                                   | Ungheria                                                                | Qual. Euro 2020                                                         | -                                                                       |                                                                         |
| 11-6-2019                                                               | Budapest                                                                | Ungheria                                                                | 1 – 0                                                                   | Galles                                                                  | Qual. Euro 2020                                                         | -                                                                       | 49’                                                                     |
| 9-9-2019                                                                | Budapest                                                                | Ungheria                                                                | 1 – 2                                                                   | Slovacchia                                                              | Qual. Euro 2020                                                         | -                                                                       | 53’ 65’                                                                 |
| 15-11-2019                                                              | Budapest                                                                | Ungheria                                                                | 1 – 2                                                                   | Uruguay                                                                 | Amichevole                                                              | -                                                                       | 68’                                                                     |
| 19-11-2019                                                              | Cardiff                                                                 | Galles                                                                  | 2 – 0                                                                   | Ungheria                                                                | Qual. Euro 2020                                                         | -                                                                       | 60’                                                                     |
| 3-9-2020                                                                | Sivas                                                                   | Turchia                                                                 | 0 – 1                                                                   | Ungheria                                                                | UEFA Nations League 2020-2021 - 1º turno                                | -                                                                       |                                                                         |
| 6-9-2020                                                                | Budapest                                                                | Ungheria                                                                | 2 – 3                                                                   | Russia                                                                  | UEFA Nations League 2020-2021 - 1º turno                                | -                                                                       |                                                                         |
| 8-10-2020                                                               | Sofia                                                                   | Bulgaria                                                                | 1 – 3                                                                   | Ungheria                                                                | Qual. Euro 2020                                                         | -                                                                       | 82’                                                                     |
| 11-10-2020                                                              | Belgrado                                                                | Serbia                                                                  | 0 – 1                                                                   | Ungheria                                                                | UEFA Nations League 2020-2021 - 1º turno                                | -                                                                       | 69’                                                                     |
| 14-10-2020                                                              | Mosca                                                                   | Russia                                                                  | 0 – 0                                                                   | Ungheria                                                                | UEFA Nations League 2020-2021 - 1º turno                                | -                                                                       | 46’                                                                     |
| 12-11-2020                                                              | Budapest                                                                | Ungheria                                                                | 2 – 1                                                                   | Islanda                                                                 | Qual. Euro 2020                                                         | -                                                                       | 84’                                                                     |
| 15-11-2020                                                              | Budapest                                                                | Ungheria                                                                | 1 – 1                                                                   | Serbia                                                                  | UEFA Nations League 2020-2021 - 1º turno                                | -                                                                       |                                                                         |
| 18-11-2020                                                              | Budapest                                                                | Ungheria                                                                | 2 – 0                                                                   | Turchia                                                                 | UEFA Nations League 2020-2021 - 1º turno                                | -                                                                       |                                                                         |
| 25-3-2021                                                               | Budapest                                                                | Ungheria                                                                | 3 – 3                                                                   | Polonia                                                                 | Qual. Mondiali 2022                                                     | -                                                                       | 80’                                                                     |
| 31-3-2021                                                               | Andorra la Vella                                                        | Andorra                                                                 | 1 – 4                                                                   | Ungheria                                                                | Qual. Mondiali 2022                                                     | -                                                                       | 34’ 61’                                                                 |
| 4-6-2021                                                                | Budapest                                                                | Ungheria                                                                | 1 – 0                                                                   | Cipro                                                                   | Amichevole                                                              | -                                                                       | 79’                                                                     |
| 8-6-2021                                                                | Budapest                                                                | Ungheria                                                                | 0 – 0                                                                   | Irlanda                                                                 | Amichevole                                                              | -                                                                       |                                                                         |
| 15-6-2021                                                               | Budapest                                                                | Ungheria                                                                | 0 – 3                                                                   | Portogallo                                                              | Euro 2020 - 1º turno                                                    | -                                                                       | 90+5’                                                                   |
| 19-6-2021                                                               | Budapest                                                                | Ungheria                                                                | 1 – 1                                                                   | Francia                                                                 | Euro 2020 - 1º turno                                                    | -                                                                       |                                                                         |
| 23-6-2021                                                               | Monaco di Baviera                                                       | Germania                                                                | 2 – 2                                                                   | Ungheria                                                                | Euro 2020 - 1º turno                                                    | -                                                                       |                                                                         |
| 5-9-2021                                                                | Elbasan                                                                 | Albania                                                                 | 1 – 0                                                                   | Ungheria                                                                | Qual. Mondiali 2022                                                     | -                                                                       |                                                                         |
| 8-9-2021                                                                | Bucarest                                                                | Ungheria                                                                | 2 – 1                                                                   | Andorra                                                                 | Qual. Mondiali 2022                                                     | -                                                                       | 65’                                                                     |
| 9-10-2021                                                               | Budapest                                                                | Ungheria                                                                | 0 – 1                                                                   | Albania                                                                 | Qual. Mondiali 2022                                                     | -                                                                       | 71’                                                                     |
| 12-10-2021                                                              | Londra                                                                  | Inghilterra                                                             | 1 – 1                                                                   | Ungheria                                                                | Qual. Mondiali 2022                                                     | -                                                                       |                                                                         |
| 12-11-2021                                                              | Budapest                                                                | Ungheria                                                                | 4 – 0                                                                   | San Marino                                                              | Qual. Mondiali 2022                                                     | -                                                                       | 57’                                                                     |
| 15-11-2021                                                              | Varsavia                                                                | Polonia                                                                 | 1 – 2                                                                   | Ungheria                                                                | Qual. Mondiali 2022                                                     | -                                                                       | 90’                                                                     |
| 24-3-2022                                                               | Budapest                                                                | Ungheria                                                                | 0 – 1                                                                   | Serbia                                                                  | Amichevole                                                              | -                                                                       | 59’                                                                     |
| 29-3-2022                                                               | Belfast                                                                 | Irlanda del Nord                                                        | 0 – 1                                                                   | Ungheria                                                                | Amichevole                                                              | -                                                                       | 65’ 85’                                                                 |
| 4-6-2022                                                                | Budapest                                                                | Ungheria                                                                | 1 – 0                                                                   | Inghilterra                                                             | UEFA Nations League 2022-2023 - 1º turno                                | -                                                                       | 82’                                                                     |
| 7-6-2022                                                                | Cesena                                                                  | Italia                                                                  | 2 – 1                                                                   | Ungheria                                                                | UEFA Nations League 2022-2023 - 1º turno                                | -                                                                       | 58’                                                                     |
| 11-6-2022                                                               | Budapest                                                                | Ungheria                                                                | 1 – 1                                                                   | Germania                                                                | UEFA Nations League 2022-2023 - 1º turno                                | -                                                                       |                                                                         |
| 14-6-2022                                                               | Wolverhampton                                                           | Inghilterra                                                             | 0 – 4                                                                   | Ungheria                                                                | UEFA Nations League 2022-2023 - 1º turno                                | -                                                                       | 55’                                                                     |
| 23-9-2022                                                               | Lipsia                                                                  | Germania                                                                | 0 – 1                                                                   | Ungheria                                                                | UEFA Nations League 2022-2023 - 1º turno                                | -                                                                       | 78’                                                                     |
| 26-9-2022                                                               | Budapest                                                                | Ungheria                                                                | 0 – 2                                                                   | Italia                                                                  | UEFA Nations League 2022-2023 - 1º turno                                | -                                                                       | 46’                                                                     |
| 17-11-2022                                                              | Lussemburgo                                                             | Lussemburgo                                                             | 2 – 2                                                                   | Ungheria                                                                | Amichevole                                                              | -                                                                       | 78’                                                                     |
| 20-11-2022                                                              | Budapest                                                                | Ungheria                                                                | 2 – 1                                                                   | Grecia                                                                  | Amichevole                                                              | -                                                                       |                                                                         |
| 23-3-2023                                                               | Budapest                                                                | Ungheria                                                                | 1 – 0                                                                   | Estonia                                                                 | Amichevole                                                              | -                                                                       | 46’                                                                     |
| 27-3-2023                                                               | Budapest                                                                | Ungheria                                                                | 3 – 0                                                                   | Bulgaria                                                                | Qual. Euro 2024                                                         | -                                                                       | 73’                                                                     |
| 17-6-2023                                                               | Podgorica                                                               | Montenegro                                                              | 0 – 0                                                                   | Ungheria                                                                | Qual. Euro 2024                                                         | -                                                                       |                                                                         |
| 20-6-2023                                                               | Budapest                                                                | Ungheria                                                                | 2 – 0                                                                   | Lituania                                                                | Qual. Euro 2024                                                         | -                                                                       |                                                                         |
| 7-9-2023                                                                | Belgrado                                                                | Serbia                                                                  | 1 – 2                                                                   | Ungheria                                                                | Qual. Euro 2024                                                         | -                                                                       | 77’                                                                     |
| 10-9-2023                                                               | Budapest                                                                | Ungheria                                                                | 1 – 1                                                                   | Rep. Ceca                                                               | Amichevole                                                              | -                                                                       | 46’                                                                     |
| 14-10-2023                                                              | Budapest                                                                | Ungheria                                                                | 2 – 1                                                                   | Serbia                                                                  | Qual. Euro 2024                                                         | -                                                                       |                                                                         |
| 17-10-2023                                                              | Kaunas                                                                  | Lituania                                                                | 2 – 2                                                                   | Ungheria                                                                | Qual. Euro 2024                                                         | -                                                                       |                                                                         |
| 16-11-2023                                                              | Sofia                                                                   | Bulgaria                                                                | 2 – 2                                                                   | Ungheria                                                                | Qual. Euro 2024                                                         | -                                                                       |                                                                         |
| 19-11-2023                                                              | Budapest                                                                | Ungheria                                                                | 3 – 1                                                                   | Montenegro                                                              | Qual. Euro 2024                                                         | 1                                                                       | 89’ 90+4’                                                               |
| 22-3-2024                                                               | Budapest                                                                | Ungheria                                                                | 1 – 0                                                                   | Turchia                                                                 | Amichevole                                                              | -                                                                       | 61’                                                                     |
| 26-3-2024                                                               | Budapest                                                                | Ungheria                                                                | 2 – 0                                                                   | Kosovo                                                                  | Amichevole                                                              | -                                                                       | 46’                                                                     |
| 4-6-2024                                                                | Dublino                                                                 | Irlanda                                                                 | 2 – 1                                                                   | Ungheria                                                                | Amichevole                                                              | -                                                                       |                                                                         |
| 8-6-2024                                                                | Debrecen                                                                | Ungheria                                                                | 3 – 0                                                                   | Israele                                                                 | Amichevole                                                              | -                                                                       |                                                                         |
| 15-6-2024                                                               | Colonia                                                                 | Ungheria                                                                | 1 – 3                                                                   | Svizzera                                                                | Euro 2024 - 1º turno                                                    | -                                                                       | 67’                                                                     |
| 19-6-2024                                                               | Stoccarda                                                               | Germania                                                                | 2 – 0                                                                   | Ungheria                                                                | Euro 2024 - 1º turno                                                    | -                                                                       | 75’                                                                     |
| 23-6-2024                                                               | Stoccarda                                                               | Scozia                                                                  | 0 – 1                                                                   | Ungheria                                                                | Euro 2024 - 1º turno                                                    | -                                                                       | 61’                                                                     |
| 7-9-2024                                                                | Düsseldorf                                                              | Germania                                                                | 5 – 0                                                                   | Ungheria                                                                | UEFA Nations League 2024-2025 - 1º turno                                | -                                                                       | 82’                                                                     |
| 11-10-2024                                                              | Budapest                                                                | Ungheria                                                                | 1 – 1                                                                   | Paesi Bassi                                                             | UEFA Nations League 2024-2025 - 1º turno                                | -                                                                       | 79’                                                                     |
| 14-10-2024                                                              | Zenica                                                                  | Bosnia ed Erzegovina                                                    | 0 – 2                                                                   | Ungheria                                                                | UEFA Nations League 2024-2025 - 1º turno                                | -                                                                       | 86’                                                                     |
| 16-11-2024                                                              | Amsterdam                                                               | Paesi Bassi                                                             | 4 – 0                                                                   | Ungheria                                                                | UEFA Nations League 2024-2025 - 1º turno                                | -                                                                       | 74’                                                                     |
| Totale                                                                  |                                                                         | Presenze (7º posto)                                                     | 88                                                                      |                                                                         | Reti                                                                    | 2                                                                       |                                                                         |

## Palmarès

### Club
- Coppa di Lega ungherese: 1

Ferencvaros: 2014-2015
- Coppa d'Ungheria: 2

Ferencvaros: 2014-2015, 2015-2016
- Supercoppa d'Ungheria: 1

Ferencvaros: 2015
- Campionato ungherese: 1

Ferencvaros: 2015-2016

### Individuale
- Miglior giovane della NBI: 1

2015-2016
- Calciatore ungherese dell'anno: 1

2016